# Motel 007
Motel 007 (The Spy Who Loved Me) est le dixième roman d'espionnage de l'écrivain britannique Ian Fleming mettant en scène le personnage de James Bond. Il est publié le 1er avril 1962 au Royaume-Uni et la traduction française parait en 1966. Le roman a pour particularité d'être un récit à la première personne d'une jeune femme ayant croisé James Bond, ce dernier n'apparaissant que dans le dernier tiers du roman. Fleming présente même la narratrice comme co-auteur de l'histoire dans un prologue supprimé des rééditions.
Vivienne Michel travaille depuis deux semaines dans un motel isolé du Nord-Est des États-Unis. Seule après le départ des gérants, elle se remémore les évènements l'ayant menée jusqu'ici lorsque deux hommes travaillant pour le propriétaire se présentent. Leur comportement se fait de plus en plus menaçant à tel point que la jeune canadienne pense sa dernière heure arrivée. C'est alors que l'agent secret britannique James Bond fait son entrée.
Le roman est mal reçu par la critique et le public à cause du changement de forme et de ton. À la demande de Fleming lui-même, seul le titre sera utilisé en 1977 pour L'Espion qui m'aimait, 10e opus de la série de films de James Bond d'EON Productions, avec Roger Moore dans le rôle de 007. Le roman a cependant été adapté en comic strip en 1967.

## Résumé
Moi
C'est la fin de la saison touristique au Motel des Sapins Rêveurs situé dans les monts Adirondacks aux États-Unis. Les gérants du motel, les Phancey, laissent le lieu sous la garde d'une jeune canadienne, Vivienne Michel, jusqu'à ce que le propriétaire, M. Sanguinetti, vienne récupérer les clefs le lendemain. Dans la soirée, la jeune femme se remémore les évènements l'ayant mené jusqu'ici. Partie du Québec pour parfaire son éducation dans un pensionnat de jeunes filles du Royaume-Uni, elle fait la rencontre de son premier amour, Derek Mallaby. Mais après avoir pris sa virginité, le jeune homme met brutalement fin à leur relation. Plus tard, alors qu'elle travaille pour une agence de presse ouest-allemande, elle a une liaison avec son chef, Kurt Rainer. Mais lorsqu'elle tombe enceinte, il la licencie en ne lui laissant qu'assez d'argent pour aller avorter en Suisse. Le cœur brisé à deux reprises, elle décide de rentrer au Canada avant d'entamer un voyage du Nord au Sud des États-Unis sur un scooter Vespa. En chemin, elle s'arrête au Motel des Sapins Rêveurs où elle reste travailler deux semaines pour gagner un peu d'argent.
Eux
C'est alors que des coups sont frappés à la porte. Il s'agit de deux hommes, Sluggsy Morant et Sol « Horreur » Horowitz, disant être venus inspecter le motel pour des questions d'assurance pour le compte de M. Sanguinetti. Leur comportement se fait rapidement menaçant. Craignant d'être tuée, Vivienne s'échappe dans les bois à la première occasion, mais elle est rattrapée et violemment battue. Plus tard, après qu'elle refuse de danser pour eux, les deux individus la plaquent sur le comptoir et s'apprêtent à la violer, lorsque des coups sont frappés à la porte.
Lui
Vivienne ouvre la porte à un homme qui s'avère être l'agent secret britannique James Bond. Ce dernier, qui vient de crever, cherche une chambre pour la nuit. Il comprend rapidement que les deux hommes sont des gangsters et que Vivienne est en danger. Il parvient à obtenir une chambre malgré la réticence des deux hommes. Il explique à Vivienne qu'il était en mission au Canada pour protéger un transfuge soviétique d'un assassinat perpétré par un agent du SPECTRE, qu'il cherche à démanteler depuis les évènements d’Opération Tonnerre. Il était en route pour Washington, D.C. lorsqu'il a crevé. Les deux individus décident qu'il est temps d'aller se coucher et chacun rejoint son cabanon. Pendant la nuit, les deux gangsters essaient de tuer Bond et Vivienne. En fait, ils sont là pour mettre le feu au motel afin que Sanguinetti puisse toucher l'argent de l'assurance. Vivienne était censée mourir dans l'incendie dont elle aurait été jugée à l'origine. Une fusillade éclate entre Bond et les gangsters. Alors que ces derniers tentent de s'échapper en voiture, Bond abat Horreur qui est au volant. La voiture finit sa course dans le lac où elle coule avec les deux gangsters piégés à l'intérieur. Bond et Vivienne se retirent dans un des derniers cabanons encore intacts et font l'amour. Mais Sluggsy est toujours en vie et essaie une nouvelle fois de tuer Bond, qui l'abat en premier.
Au petit matin, Vivienne découvre que Bond est déjà parti pour Washington, ne lui laissant qu'une lettre d'adieu. Il lui dit qu'il préviendra la police des évènements de la nuit et jouera de ses relations pour qu'elle n'ait pas de problèmes. Il s'assurera même qu'elle touche une récompense de la part de l'assurance. La police arrive en force et Vivienne fait sa déposition au capitaine Stonor. Ce dernier lui conseille d'oublier James Bond car c'est un homme dangereux, comme tous les hommes vivant dans le crime et la violence, quel que soit le côté duquel ils se trouvent. Vivienne repart sur son Vespa en chérissant le souvenir de l'espion qui l'aimait.

## Personnages
Le roman met en scène Vivienne Michel, une jeune canadienne travaillant dans un motel aux États-Unis, qui est également la narratrice. Elle fait la rencontre de l'agent secret britannique James Bond du MI6, avec qui elle fait face aux gangsters Sluggsy Morant et Sol « Horreur » Horowitz. C'est la première fois que la James Bond girl est le personnage central de l'histoire et non James Bond lui-même. De plus, aucun personnage récurrent de la série littéraire n'est présent dans le roman.

### Principaux
- Vivienne Michel : jeune canadienne travaillant au Motel des Sapins Rêveurs aux États-Unis (narratrice du roman).
- James Bond (007) : agent secret britannique du MI6 s'arrêtant au motel pour la nuit.
- Sluggsy Morant : gangster envoyé au motel par son propriétaire, Mr Sanguinetti.
- Sol « Horreur » Horowitz : gangster envoyé au motel par son propriétaire, Mr Sanguinetti.

### Secondaires
- Jed & Millicent Phancey : gérants du Motel des Sapins Rêveurs.
- Florence Toussaint : tante de Vivienne Michel.
- Susan Duff : amie écossaise de Vivienne Michel au pensionnat de jeunes filles.
- Derek Mallaby : jeune homme de bonne famille, premier amour de Vivienne Michel.
- Len Holbrook : rédacteur en chef du Clarion, employeur de Vivienne Michel.
- Kurt Rainer : correspondant à Londres d'une agence de presse ouest-allemande, second amour et employeur de Vivienne Michel.
- Lieutenant Morrow : State Trooper.
- Capitaine Stonor : State Trooper.

## Lieux
Le roman se déroule principalement au Motel des Sapins Rêveurs situé dans les monts Adirondacks, dans le nord-est des États-Unis (10 chapitres). L'analepse a lieu dans Londres et ses environs au Royaume-Uni (4 chapitres), ainsi qu'au Canada et en Suisse (1 chapitre).
| Londres Motel des Sapins Rêveurs |

### États-Unis
Toute l'action se déroule au Motel des Sapins Rêveurs, au bord du lac Dreamy Waters, situé entre le lac George et Glens Falls, dans les monts Adirondacks, dans le nord-est de l'État de New York, aux États-Unis.

### Canada / Royaume-Uni / Suisse
Vivienne Michel est née à Sainte-Famille-de-l'Île-d'Orléans, située au nord-est de la ville de Québec, au Canada. Elle fut élevée au monastère des Ursulines. De retour dans son pays natal, elle descend la route 2 (actuelle route 138) qui longe le fleuve Saint-Laurent, de Québec à Montréal, puis rejoint la frontière entre le Canada et les États-Unis avec la route 9 (actuelle autoroute 15).
Vivienne Michel va au pensionnat Astor House situé à Sunningdale en Angleterre. À Londres, elle a un premier appartement dans Old Church Street (en) près de King's Road, puis dans Bloomsbury Square. Elle travaille dans Chancery Lane (en).
Elle passe rapidement par Zurich en Suisse.

## Écriture
Lorsque Ian Fleming se met à l'écriture d'un nouveau roman en 1961 après Opération Tonnerre, il a des problèmes de santé ainsi que des problèmes de couple. Il décide d'innover en abandonnant la formule classique des aventures de James Bond. Pour la première fois dans la série, le récit est écrit à la première personne. L'aventure est racontée par une jeune femme, Vivienne Michel, que Fleming présente même comme la véritable auteure de l'histoire dans le prologue du roman (qui fut supprimé des rééditions à sa demande). L'agent 007 n'apparaît quant à lui que dans le dernier tiers du roman, à l'image de ce qui avait déjà été fait dans le roman Bons Baisers de Russie publié en 1957,.
« I found what follows lying on my desk one morning. As you will see, it appears to be the first-person story of a young woman, evidently beautiful and not unskilled in the arts of love. According to her story, she appears to have been involved, both perilously and romantically, with the same James Bond whose secret service exploits I myself have written from time to time. With the manuscript was a note signed "Vivienne Michel" assuring me that what she had written was "purest truth and from the depths of her heart". I was interested in this view of James Bond, through the wrong end of a telescope, so to speak, and after obtaining clearance for certain minor infringements of the Official Secrets Act I have much pleasure in sponsoring its publication." »
— Ian Fleming, Prologue de The Spy Who Loved Me,

« J'ai trouvé ce qu'il suit déposé sur mon bureau un matin. Comme vous le verrez, il s'agit d'un récit à la première personne d'une jeune femme, manifestement belle et pas inexpérimentée dans les arts de l'amour. Selon son histoire, elle semble avoir été impliquée, à la fois dangereusement et romantiquement, avec le même James Bond dont j'ai moi-même écrit de temps à autre les prouesses au sein des services secrets. Avec le manuscrit se trouvait une note signée "Vivienne Michel" m'assurant que ce qu'elle avait écrit était la "pure vérité et venait du fond de son cœur". J'étais curieux de cette vue de James Bond à travers le mauvais bout du télescope, pour ainsi dire, et après avoir obtenu l'autorisation concernant certaines infractions mineures à l'Official Secrets Act, j'ai le plaisir de soutenir sa publication. »
— Prologue de The Spy Who Loved Me,
Le roman est découpé en trois parties intitulées « Moi », « Eux » et « Lui », correspondant chacune à l'introduction d'un nouveau personnage.

## Publication et réception

### Publication
The Spy Who Loved Me (littéralement en français L'Espion qui m'aimait) est publié le 1er avril 1962 au Royaume-Uni par l'éditeur Jonathan Cape. La couverture de cette première édition, dessinée par Richard Chopping (en), représente une feuille de papier à moitié brûlée, une fleur posée dessus, transpercée d'un poignard. Le roman est publié la même année aux États-Unis par Viking Press.
En France, la traduction de Jacques Parsons est publiée en 1966 chez Plon sous le titre Motel 007. C'est cette version qui est rééditée depuis.
- (en) The Spy Who Loved Me, Londres, Jonathan Cape, 1962, 221 p.
- Motel 007  (trad. Jacques Parsons), Paris, Plon, 1966, 313 p. (BNF 33007566)

### Réception critique
Le roman est mal reçu par la critique ainsi que par les lecteurs habituels des romans de James Bond qui se sentent trahis par ce changement de ton. Touché, Fleming fait retirer le prologue des rééditions et demande lors de la vente de ses droits d'adaptation que seul le titre soit utilisé et aucun élément de l'intrigue,.

## Adaptations

### Bande dessinée
Le roman est la dernière aventure de Ian Fleming à être adaptée en bande dessinée en 1967. Le comic strip quotidien de l'auteur Henry Gammidge (en) et du dessinateur Yaroslav Horak (en) est publié du 18 décembre 1967 au 3 octobre 1968 dans le tabloïd britannique Daily Express,. Titan Books (en) réédite le comic strip au Royaume-Uni le 26 août 2005 dans l'album anthologique The Spy Who Loved Me qui compte également l'aventure originale The Harpies.

### Cinéma
Seul le titre original du roman est repris en 1977 au cinéma, conformément aux exigences que Ian Fleming avaient formulées lors de la vente des droits d'adaptation. L'Espion qui m'aimait, 10e opus de la série de films de James Bond d'EON Productions, est réalisé par Lewis Gilbert avec Roger Moore pour la troisième fois dans le rôle de 007. Le personnage de Requin dans le film semble cependant inspiré de celui de Sol « Horreur » Horowitz dans le roman. Vu son intrigue totalement originale, le film fait donc l'objet d'une novélisation par son propre scénariste, Christopher Wood, sous un titre homonyme. Le film sera également adapté en jeu vidéo en 1990 par Domark sous le titre James Bond 007 : The Spy Who Loved Me (en),.